# Macrophoma
Macrophoma — рід грибів родини Botryosphaeriaceae. Назва вперше опублікована 1886 року.
Деякі з видів є патогенними, наприклад, Macrophoma musae заражає банани, а Macrophoma kaki викликає гниль плодів хурми.